# El Ranchito, delstaten Mexiko
El Ranchito är en ort i kommunen Sultepec i delstaten Mexiko i Mexiko. Samhället hade 236 invånare vid folkräkningen 2020.